# 世田谷区立祖師谷小学校
世田谷区立祖師谷小学校（せたがやくりつそしがやしょうがっこう）は、東京都世田谷区祖師谷にある公立小学校。

## 概要
- 創立：1942年（昭和17年）12月1日
- 所在地：東京都世田谷区祖師谷3-49-1
- 学校給食：あり
- 制服：なし
- 教育目標：・よく考え、進んで学習する子ども(学習)　・明るく思いやりのある子ども(思いやり)　・進んで体をきたえる子ども(

## アクセス
- 最寄り駅：小田急線祖師ヶ谷大蔵駅（北口から徒歩6分）

## 沿革
- 1942年（昭和17年）12月1日  - 創立。

## 年間行事
- 4月：始業式、1年生を迎える会、入学式、離任式、保護者会
- 5月：川場移動教室、心臓検診、腎臓検診、眼科検診、歯科検診
- 6月：スポーツテスト、歯科検診、水泳指導、社会科見学
- 7月：終業式、水泳指導、夏季休業、保護者会、連合宿泊合宿、日光林間学園
- 9月：始業式、水泳記録会、運動会練習
- 10月：運動会、ぽぷら連合運動会、
- 11月：学芸会、展覧会、社会科見学
- 12月：終業式、冬季休業、開校記念コンサート
- 1月：始業式、書初め展、社会科見学
- 2月：安全指導
- 3月：修了式、卒業式、6年生を送る会、卒業を祝う会、保護者会

## 出身者
- 安藤駿介（サッカー選手）
- 坂本龍一（音楽家）
- 田村正和（俳優）
- うじきつよし（タレント、俳優、ミュージシャン、歌手、ギタリスト）
- みのもんた(タレント)